# 帕爾霍山
12°01′40″S 76°05′47″W / 12.02778°S 76.09639°W
帕爾霍山（Parqu），是秘魯的山峰，位於該國中南部利馬大區，由瓦羅奇里省的聖洛倫索德金蒂區負責管轄，屬於安地斯山脈的一部分，海拔高度4,800米。